# Werkzeugmaschinenkombinat „Fritz Heckert“

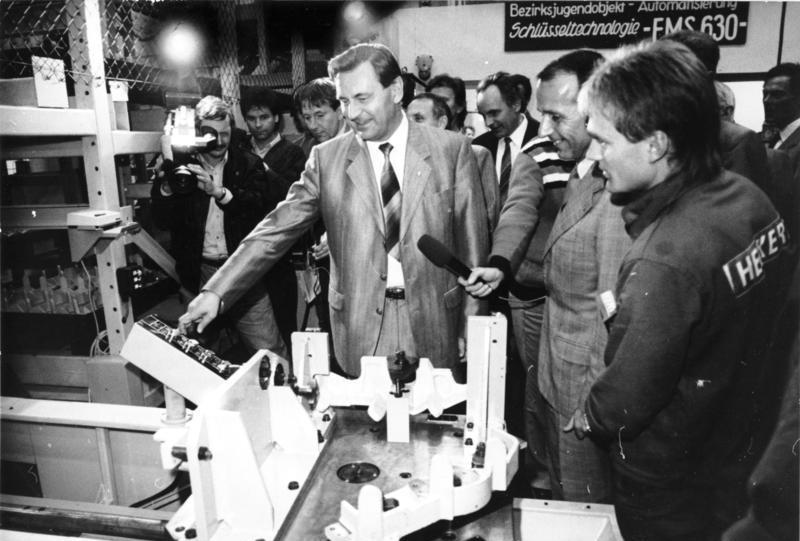
Siegfried Lorenz bei der symbolischen Inbetriebnahme des Fertigungs- und Maschinensystems FMS P 630

Der VEB Werkzeugmaschinenkombinat „Fritz Heckert“ Karl-Marx-Stadt war ein Kombinat in der Deutschen Demokratischen Republik.
Die Betriebe des Kombinats, welches nach Fritz Heckert benannt war, waren Hersteller von Werkzeugmaschinen mit Fokus auf der Bearbeitung von prismatischen oder gehäuseförmigen Teilen. Dies umfasste Fräsmaschinen, Bohrwerke, Stoßmaschinen, Hobelmaschinen und Räummaschinen. Weiterhin wurden Vorrichtungen, Schmiergeräte, Steuerungen und Werkstoffprüfmaschinen entwickelt, gebaut und vertrieben sowie Reparaturleistungen erbracht.

## Geschichte
Nach Auflösung der VVB Werkzeugmaschinen und Werkzeuge (WMW) 1969 wurde das Kombinat neben dem Werkzeugmaschinenkombinat „7. Oktober“ Berlin, dem Kombinat Umformtechnik „Herbert Warnke“ Erfurt und dem Werkzeugkombinat Schmalkalden zur leitenden Organisation des Werkzeug- und Werkzeugmaschinenbaus der DDR.
Das Kombinat unterstand dem Ministerium für Werkzeug- und Verarbeitungsmaschinenbau. Weitere zentral geleitete Kombinate im Zuständigkeitsbereich dieses Ministeriums sind in der Liste von Kombinaten der DDR aufgeführt.
Im Zuge der Wende und der anschließenden Wiedervereinigung wurde das Kombinat 1990 aufgelöst und seine Betriebe wurden privatisiert. Der ehemalige Stammbetrieb in Chemnitz-Siegmar, der bis in die 1970er Jahre als VEB Fritz Heckert-Werk Karl-Marx-Stadt firmierte, wurde zu Heckert Chemnitzer Werkzeugmaschinen GmbH umgewandelt. Das Unternehmen wurde 1993 von Traub Drehmaschinen übernommen. Im Zuge der Insolvenz Traubs 1996 wurde Heckert 1998 an die Schweizer Starrag weiterveräußert. Die Marke Heckert wird mit Stand von 2025 weiterhin durch Starrag verwendet.
Der VEB Numerik Karl-Marx-Stadt – Entwickler und Hersteller elektronischer Steuerungen – wurde 1990 von Siemens übernommen. Viele der Maschinenbaubetriebe des Kombinats wurden ab 1990 von mittelständischen Unternehmen übernommen oder vollständig aufgelöst.

## Zugehörige Betriebe
Zum Kombinat gehörten zuletzt die folgenden Betriebe: 
- VEB Werkzeugmaschinenkombinat „Fritz Heckert“ Karl-Marx-Stadt, Stammbetrieb
- VEB Bohrwerkreparatur Karl-Marx-Stadt
- VEB Eisenwerk Elterlein
- VEB Elektroausrüstungen Karl-Marx-Stadt
- VEB Forschungszentrum des Werkzeugmaschinenbaus Karl-Marx-Stadt
- VEB Maschinenfabrik „John Schehr“ Meuselwitz
- VEB Mikromat Dresden
- VEB Numerik Karl-Marx-Stadt; (bis 1987 im Kombinat Automatisierungsanlagenbau)
- VEB Rawema Karl-Marx-Stadt
- VEB Schmiergerätewerk Saxonia Schwarzenberg
- VEB Thüringer Industriewerk Rauenstein
- VEB Vorrichtungsbau Hohenstein-Ernstthal
- VEB Vorrichtungsbau Weißenfels
- VEB Werkstoffprüfmaschinen Leipzig
- VEB Werkzeugmaschinenfabrik Aschersleben
- VEB Werkzeugmaschinenfabrik Auerbach
- VEB Werkzeugmaschinenfabrik Saalfeld
- VEB Werkzeugmaschinenfabrik Siegmar
- VEB Werkzeugmaschinenfabrik Union Gera
- VEB Werkzeugmaschinenfabrik Union Karl-Marx-Stadt
- VEB Werkzeugmaschinenfabrik Vogtland Plauen
- VEB Werkzeugmaschinenfabrik Zella-Mehlis
- VEB Werkzeugmaschinenreparatur Grünhainichen
- VEB Werkzeugmaschinenreparatur Tharandt
- VEB Werkzeugmaschinenzubehör Karl-Marx-Stadt